# Phyllonorycter acanthus
Phyllonorycter acanthus là một loài bướm đêm thuộc họ Gracillariidae. Nó được tìm thấy ở scattered riparian habitats in otherwise generally arid, montane regions of the Trans-Mexican Volcanic Belt of Jalisco và Michoacan in México.
Chiều dài cánh trước là 2.7-3.6 mm. Con trưởng thành bay vào tháng 8 làm một đợt.
The larvae mostly feed on Salix bonplandiana. Chúng cuộn lá làm tổ.

## Etymology
The specific name is derived from the Greek acanthus (thorny) in reference to the short, apomorphic spine cluster on the male valva.